# Scoiattolo (araldica)
In araldica lo scoiattolo simboleggia l'uomo saggio e prudente.

Di verde, allo scoiattolo al naturale (Veddasca)
Scoiattolo che mangia una noce (Aeugst am Albis, Svizzera)
Di verde, allo scoiattolo d'argento, seduto su un ramo d'oro, tenente nelle zampe anteriori una pigna dello stesso (Laihia, Finlandia)
D'argento, allo scoiattolo rampante di rosso (stemma della famiglia Fouquet)
Banda caricata da tre scoiattoli seduti (Erle, Germania)
Due scoiattoli (Raesfeld, Germania)
Di rosso, a quattro scoiattoli d'argento, correnti uno sull'altro (Hauho, Finlandia)
D'oro, allo scoiattolo di rosso ("Achinger", stemma della nobiltà polacca)
Scoiattolo usato come cimiero sopra lo scudo della famiglia Lee